# Risperidonă
Risperidona este un medicament antipsihotic atipic și este utilizat în mare parte în tratamentul schizofreniei, tulburării bipolare și al iritabilității la pacienții cu autism. Calea de administrare este orală sau intramusculară. Forma sa injectabilă are un efect de lungă durată, care durează aproximativ două săptămâni.
Molecula a fost aprobată pentru uz medical în Statele Unite ale Americii în anul 1993. Se află pe lista medicamentelor esențiale ale Organizației Mondiale a Sănătății. Este disponibil sub formă de medicament generic.

## Utilizări medicale
Risperidona are ca principale utilizări tratamentul schizofreniei, tulburării bipolare și a iritabilității și tulburărilor de comportament asociate cu autismul.

## Efecte adverse
Principalele efecte adverse asociate tratamentului cu risperidonă sunt: insomniile, neliniștea, parkinsonismul (rigiditate musculară în principal), somnolență și dureri de cap.

## Farmacologie
Risperidona este metabolizată la nivel hepatic și excretată renal. Metabolitul său activ este paliperidona, care este de asemenea utilizată la rândul ei ca antipsihotic atipic.